# به من می‌گویند جیگ
به من می‌گویند جیگ (ایتالیایی: Lo chiamavano Jeeg Robot) فیلمی در ژانر اکشن است که در سال ۲۰۱۵ منتشر شد. از بازیگران آن می‌توان به کلاودیو سانتاماریا اشاره کرد که برای بازی در در این فیلم جایزهٔ دیوید دی دوناتلو بهترین بازیگر مرد را گرفته است.